# Selección de rugby de Ecuador
La selección de rugby de Ecuador, también conocida como Los Piqueros, es la selección nacional de rugby de ese país y está regulada por la Federación Ecuatoriana.
Su debut estaba programado para el 2 de diciembre de 2012 cuando enfrentara a su similar de Guatemala en la primera edición del Sudamericano de Rugby C (Guatemala 2012), sin embargo, el plantel no llegó a tiempo y solo se jugó un partido de exhibición; Su primer partido oficial fue 3 días después frente a Costa Rica con un marcador adverso de 33 - 8.
La concentración para al torneo se dio cita en el Complejo Roberto Gilbert de Guayaquil con el técnico venezolano Douglas Rodríguez, el nuevo seleccionador francés Laurent Inza, los preparadores físicos Walter Rodríguez y Diego Vintimilla y 43 jugadores.

## Palmarés
- Sudamericano de Rugby C (1): 2013[5]

## Participación en copas

### Copa del Mundo
- No ha participado

### Sudamericano C
- Sudamericano C 2012: 3.º puesto[6]
- Sudamericano C 2013: Campeón invicto

### Sudamericano B
- Sudamericano B 2014: 4.º puesto (último)
- Sudamericano B 2015: 4.º puesto (último)
- Sudamericano B 2016: 4.º puesto (último)
- Sudamericano B 2017: No participó

### Tours
- Tour a Perú 2014: perdió (0 - 2)[7]

## Estadísticas
| Adversario   | Jugados | Ganados | Perdidos | Empatados | % Efectividad |
| ------------ | ------- | ------- | -------- | --------- | ------------- |
| Cafeteros XV | 1       | 0       | 1        | 0         | 0,0%          |
| Colombia     | 3       | 0       | 3        | 0         | 0.0%          |
| Costa Rica   | 2       | 1       | 1        | 0         | 50.0%         |
| El Salvador  | 2       | 2       | 0        | 0         | 100,0%        |
| Guatemala    | 2       | 1       | 1        | 0         | 50.0%         |
| Perú         | 5       | 0       | 5        | 0         | 0,0%          |
| Venezuela    | 3       | 0       | 3        | 0         | 0.0%          |
| Total        | 18      | 4       | 14       | 0         | 22.2%         |

* Último test match considerado vs Perú (5 - 65), octubre de 2016.

## Resultados destacados
|   | Año  | Rival       | Resultado | Diferencia |
| - | ---- | ----------- | --------- | ---------- |
| 1 | 2012 | El Salvador | 46 - 0    | +46        |
| 2 | 2013 | El Salvador | 31 - 12   | +19        |
| 3 | 2013 | Guatemala   | 23 - 11   | +12        |
| 4 | 2013 | Costa Rica  | 13 - 7    | +6         |

|   | Año  | Rival     | Resultado | Diferencia |
| - | ---- | --------- | --------- | ---------- |
| 1 | 2014 | Colombia  | 0 - 112   | -112       |
| 2 | 2016 | Colombia  | 5 - 75    | -70        |
| 3 | 2014 | Venezuela | 3 - 68    | -65        |
| 4 | 2015 | Colombia  | 13 - 77   | -65        |
| 5 | 2016 | Perú      | 5 - 65    | -60        |
| 6 | 2014 | Perú      | 0 - 45    | -45        |
| 7 | 2016 | Venezuela | 10 - 52   | -42        |
| 8 | 2015 | Venezuela | 11 - 42   | -31        |
| 9 | 2015 | Perú      | 0 - 30    | -30        |